# 日本石川魚
日本石川魚（学名：Ischikauia steenackeri）為輻鰭魚綱鯉形目鲴科石川魚属的其中一種。被IUCN列為瀕為保育類動物，分布於亞洲日本琵琶湖流域，體長可達30公分，棲息在湖泊底層水域，生活習性不明。